# Regnans in Excelsis
Regnans in Excelsis — папская булла, выпущенная 25 февраля 1570 года, в которой папа Пий V объявлял королеву Англии Елизавету I еретичкой и освобождал всех её подданных от службы ей и необходимости исполнять её приказы. Была написана на латыни.
Булла спровоцировала массовые гонения на иезуитов в Англии, что обусловило выпуск в 1580 году папой Григорием XIII пояснения к булле, в котором говорилось, что католики должны внешне повиноваться королеве во всех гражданских вопросах, пока не появится возможность свергнуть её.